# Hengelosche Mixed Hockey Club
Hengelosche Mixed Hockey Club (Kortweg: Hengelo) was een Nederlandse hockeyclub uit de gelijknamige Overijsselse plaats. De club werd op 19 februari 1928 opgericht en fuseerde in 1999 met HC Akelei uit Borne tot HC Twente.

## Hockey & Cricket
HMHC had sinds 1954 ook een cricketafdeling, waardoor de club ook de naam MHCC Hengelo heeft gekend. De hockey- en cricketclub speelde decennialang tot en met 2000 op Sportpark Veldwijk naast het Fanny Blankers-Koen Stadion. De hockeyclub die inmiddels gefuseerd was tot HC Twente moest samen met de cricketclub verhuizen om plaats te maken voor het FC Twente-trainingscentrum. HC Twente 
en MCC Hengelo spelen sindsdien op Sportpark Slangenbeek bij vv ATC '65.